# 国会議事堂 (バングラデシュ)
国会議事堂（こっかいぎじどう、ベンガル語: জাতীয় সংসদ ভবন）は、バングラデシュ国会 の議事堂。首都ダッカにある。議会は一院制である。

## 歴史
議事堂の建設が計画された1950年代後半、バングラデシュは「東パキスタン」であり、ダッカは「第二首都」という位置付けだった。西パキスタンとの関係は悪化しており、結果としてバングラデシュ大虐殺 (1971年)、そしてバングラデシュ独立戦争が勃発する事態となった。この政治的混乱のため工事期間は1961年から1982年の長期に及んだ。

## 建築
設計を担当したのはアメリカの建築家ルイス・カーンである。カーンはブルータリズムの代表的な建築家であり打放しコンクリートを多用することで知られた。彼はこの建物のデザインに曲線や45°の角を組み合わせることで無機質になりがちなコンクリートに「表情」を与えている。
議事堂は中心に議場を配置し、その周りに8つブロックが連結する構造となっている。議場は自然光が入る明るい空間となっており、照明はクモの巣のようなワイヤーに多数のランプが付いた独特な造りである。ブロックの壁には丸や三角の大きな穴が空いており風通しがよい。
議事堂周辺のランドスケープは巧妙に作られており、美観と実用を両立している。議事堂はV字形の湖の水上にあり、沼地の多いバングラデシュの地勢を象徴している。議事堂へのアクセスは橋を渡る必要があるため、セキュリティの面でも効果的である。湖畔には議事堂を補完する施設（議員宿舎など）が立地している。

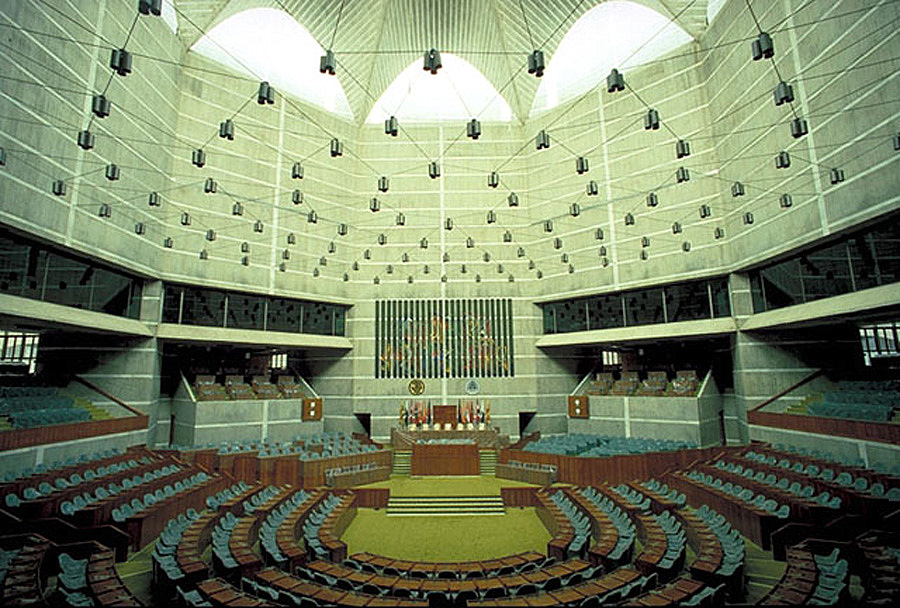
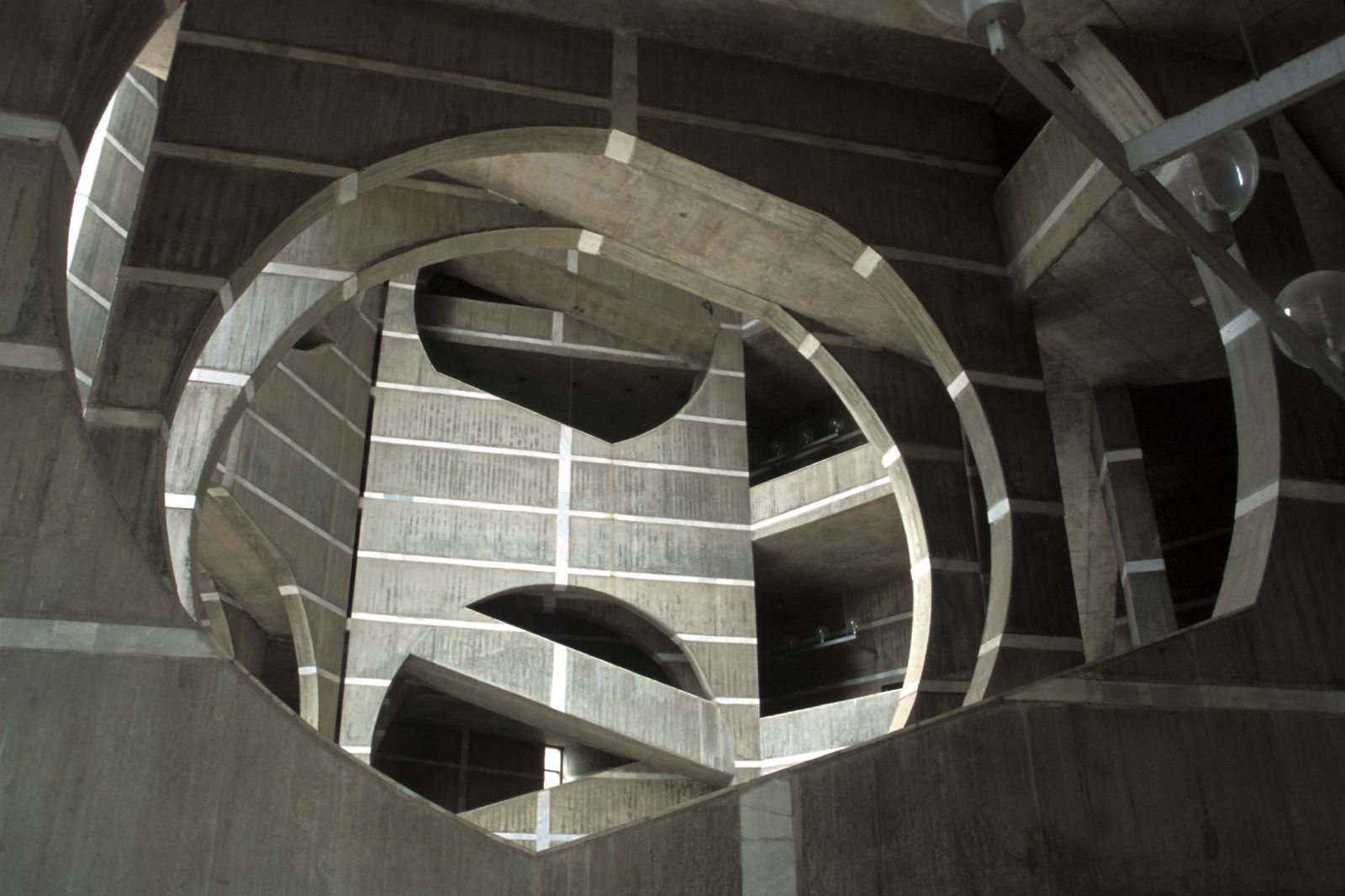
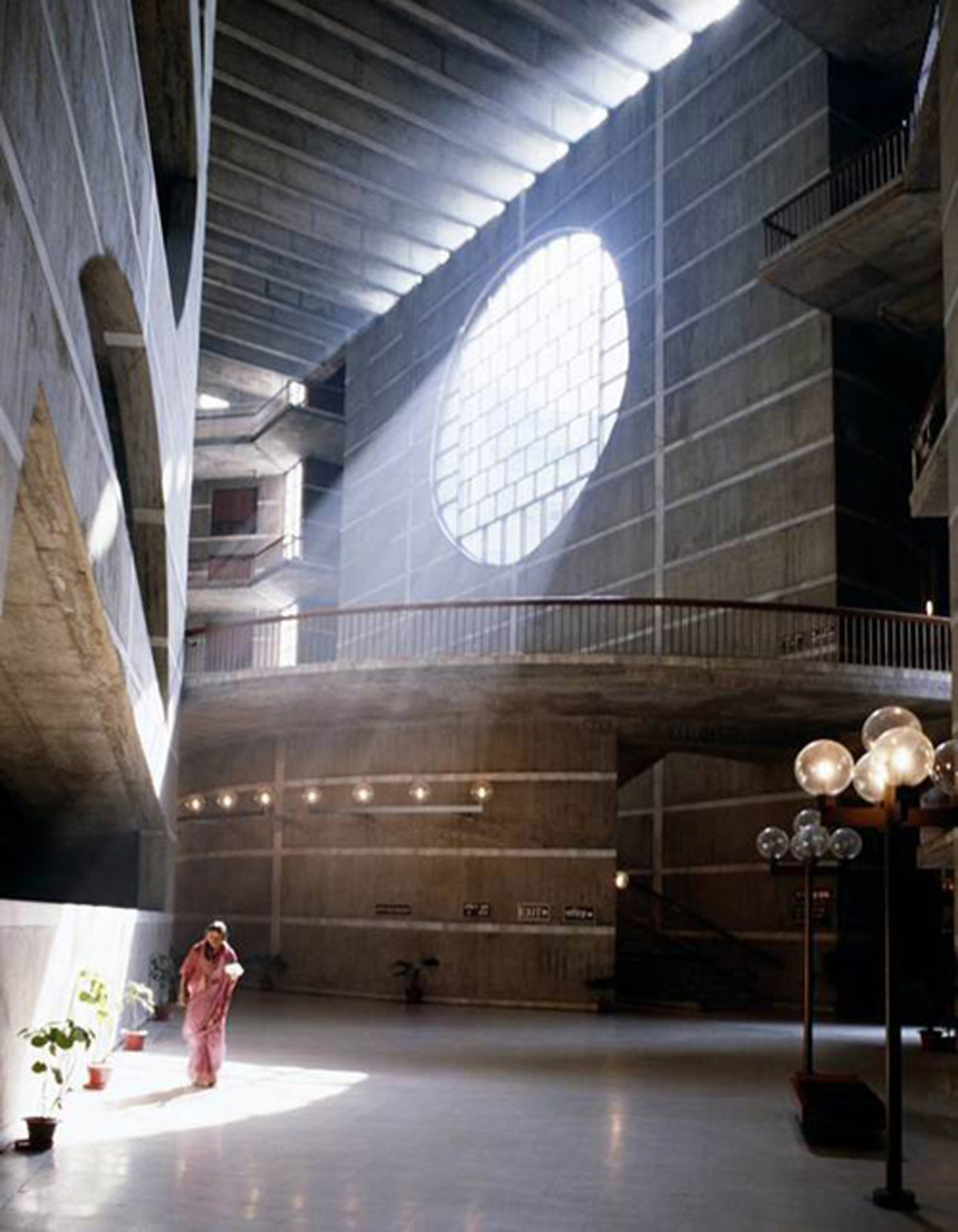
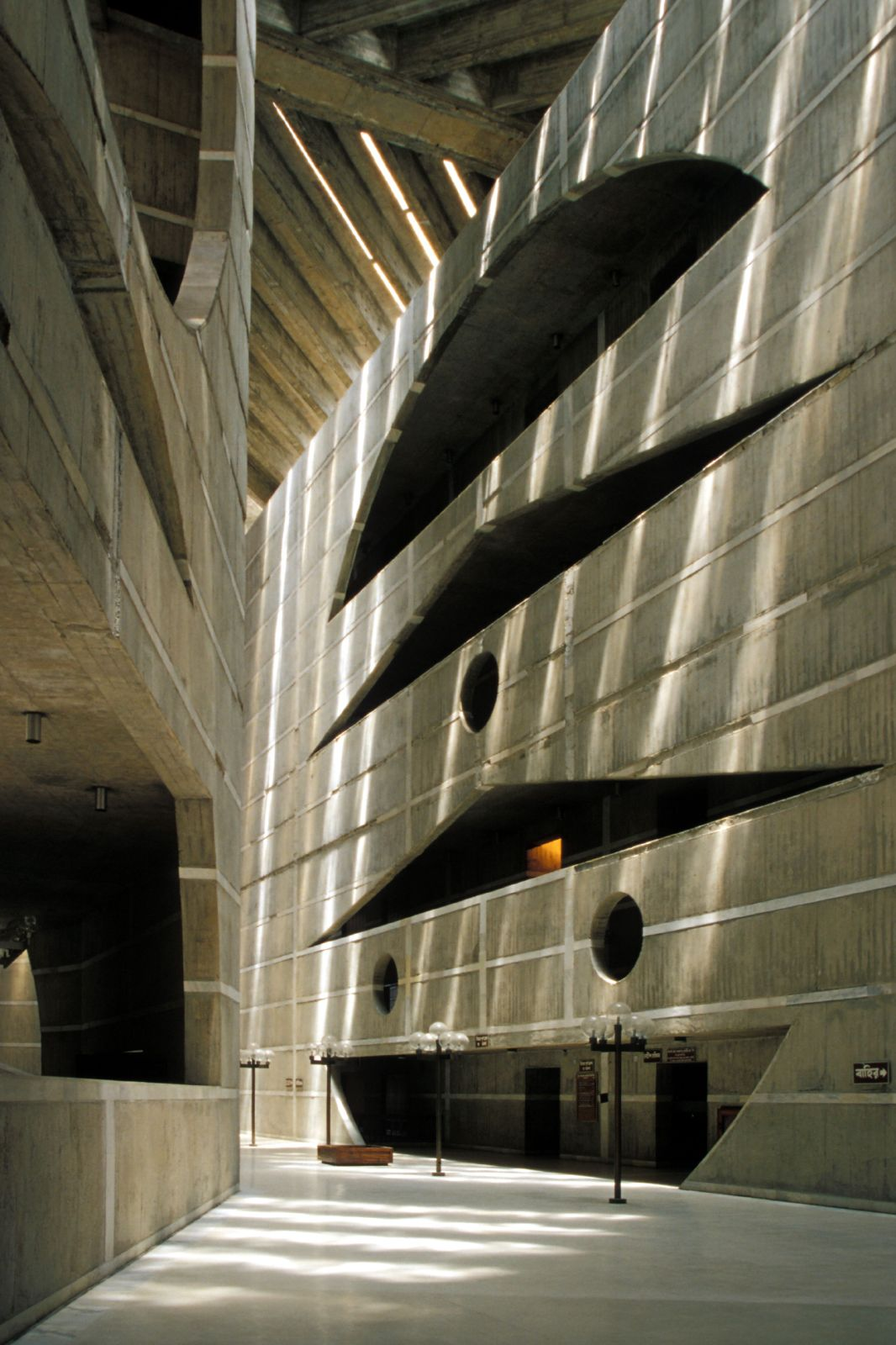
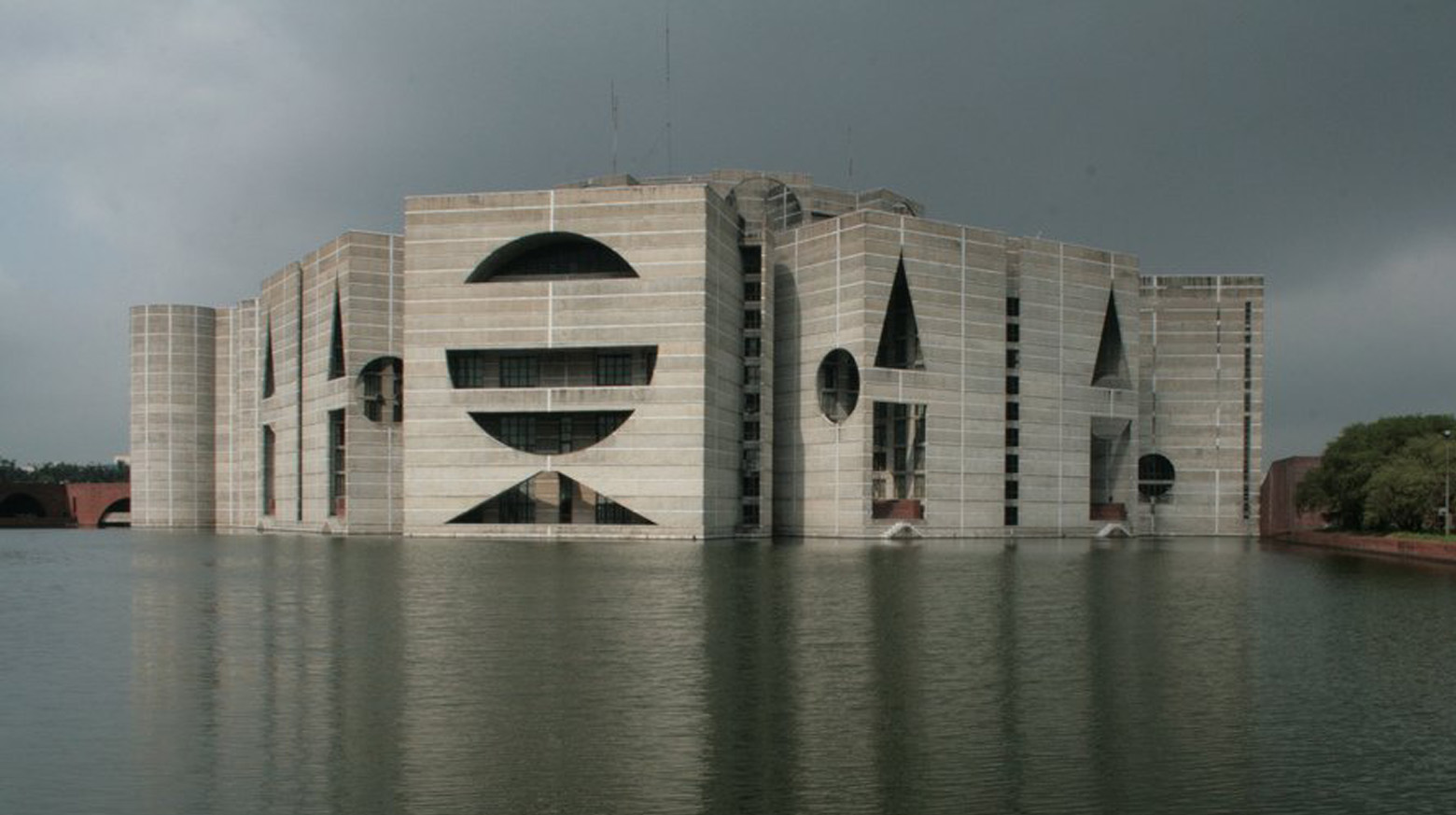
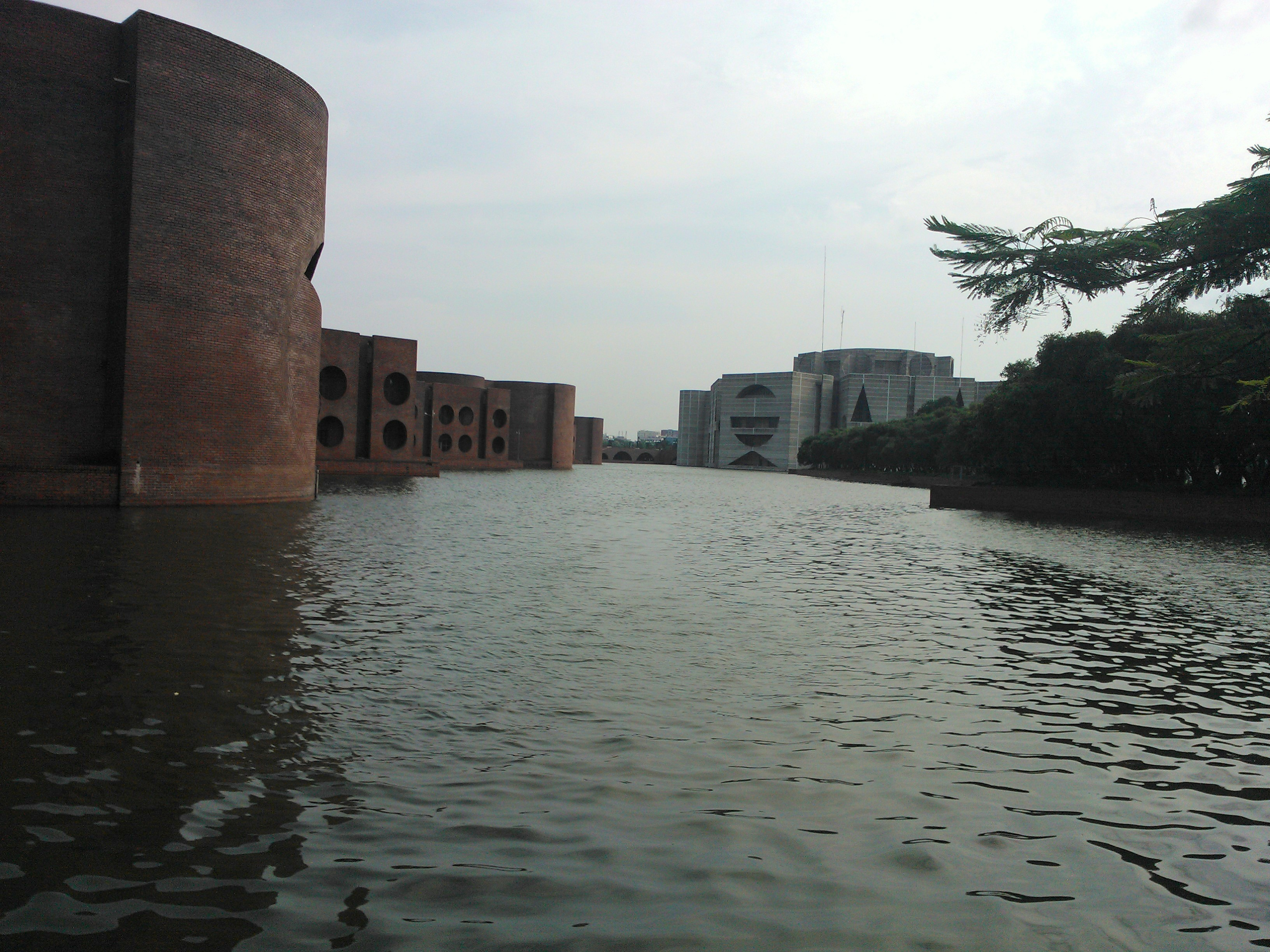
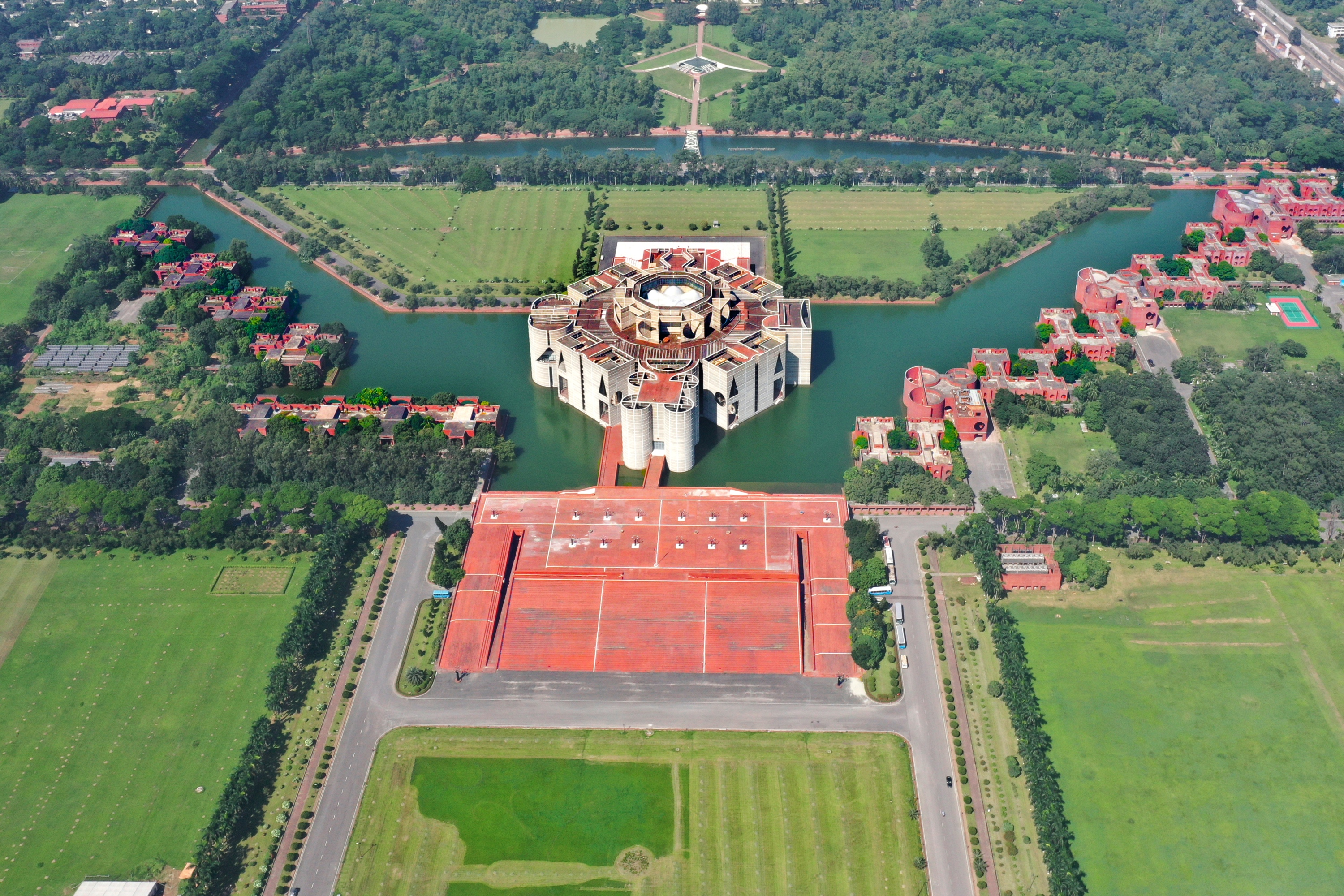